# Delitti del Nationalsozialistischer Untergrund

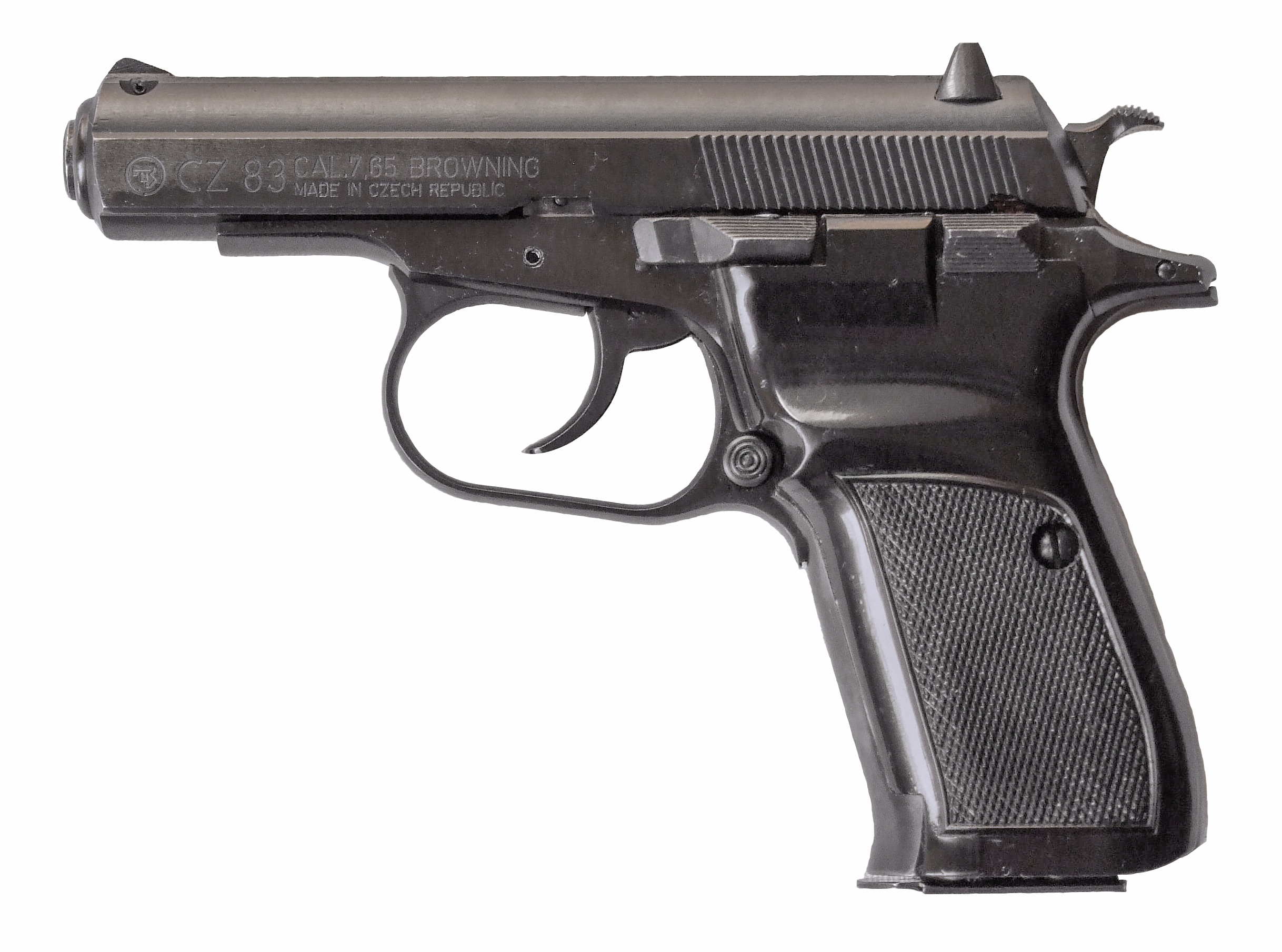
Una CZ 83 come quella usata in tutti i dieci omicidi.

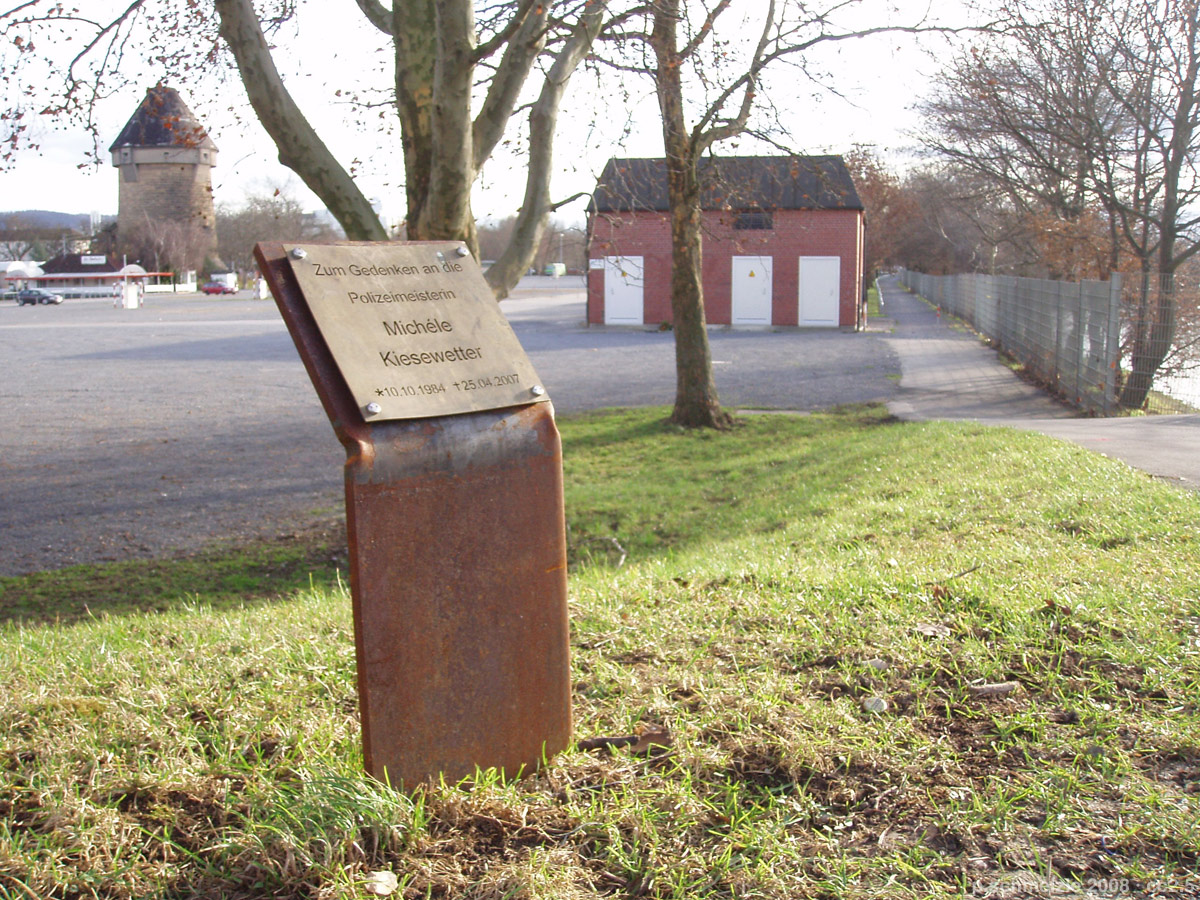
Targa commemorativa sul luogo dell'assassinio dell'agente Michèle Kiesewetter, ultimo della serie dei delitti del kebab.

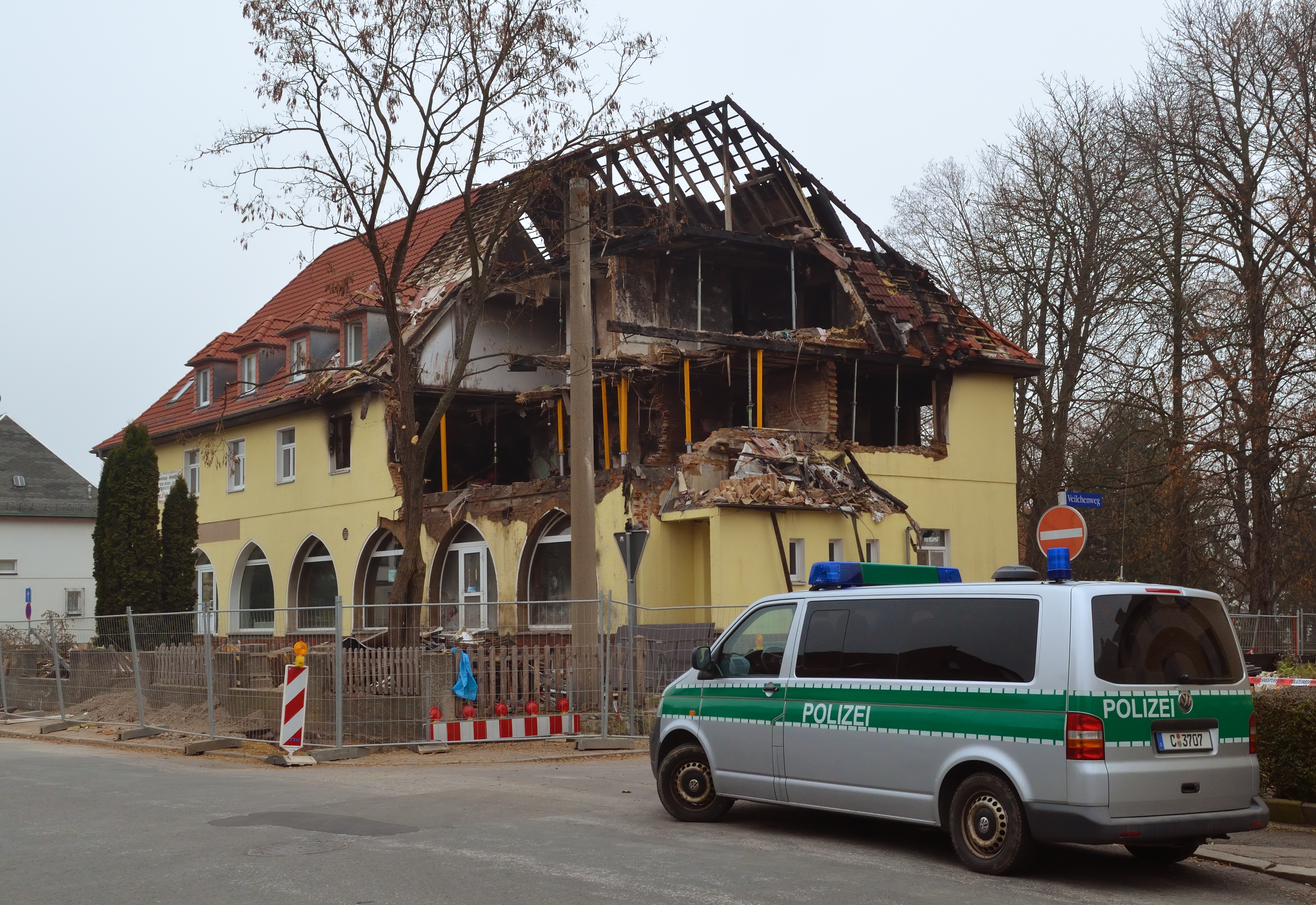
La casa di Zwickau usata come centrale operativa dai tre membri del NSU.

I delitti commessi dal Nationalsozialistischer Untergrund (inizialmente riuniti dalla stampa sotto il nome di delitti del kebab o omicidi del Bosforo, in tedesco Döner-Morde o Mordserie Bosporus, dal nome del reparto speciale della polizia creato per le investigazioni sul caso), sono una serie di omicidi con armi da fuoco eseguiti tra il 2000 e il 2006 contro immigrati turchi in Germania. Gli autori degli omicidi erano parte di un gruppo terroristico non organizzato di ispirazione neonazista denominato Nationalsozialistischer Untergrund (NSU) (let. "clandestinità nazionalsocialista" o "sottosuolo nazionalsocialista").

## Descrizione
I delitti rimasero irrisolti per anni dopo indagini federali, locali e dei servizi di sicurezza interni che avevano seguito le più svariate piste, dal crimine organizzato a un possibile assassino seriale, regolamenti di conti tra etnie, vendette trasversali e mondo della droga, con un solo elemento a collegare tutti i delitti: una pistola silenziata modello Ceska 83, calibro 7,65, prodotta in Repubblica Ceca. Nel novembre 2011, dopo un tentativo di rapina fallito, Uwe Mundlos e Uwe Boehnhardt sfuggirono alla polizia rifugiandosi in un camper di loro proprietà e suicidandosi.
In concomitanza a ciò, Beate Zschaepe, loro complice, appiccò un incendio all'appartamento dove viveva con i due suicidi, costituendosi poco tempo dopo alle autorità. Una volta sul luogo del duplice suicidio, nel camper, gli inquirenti ritrovarono la pistola appartenente a Michéle Kiesewetter, la poliziotta uccisa dal gruppo nel 2007 e derubata dell'arma in dotazione. Nell'appartamento in fiamme invece i poliziotti riuscirono a salvare alcuni DVD contenenti video amatoriali del gruppo nel quale si rivendicavano gli omicidi del kebab.
La precipitosa e celere soluzione del caso dopo la rapina, con i due suicidi e la costituzione di Beate Zschaepe, non riuscì a nascondere i ritardi di un decennio di indagini andate a vuoto. Così, nei giorni seguenti la risoluzione del caso, che riaccese i timori di un ritorno di fiamma del terrorismo in Germania, i media tedeschi lanciarono ipotesi accusatorie ai servizi segreti tedeschi per un possibile e voluto depistaggio nelle indagini al fine di dare copertura al gruppo neonazista.

## Storia
Mundlos, Boehnhardt e Zschaepe si conobbero a Jena, nella Germania orientale, durante un raduno neonazista negli anni novanta. Diventati amici stretti, decisero di andare a coabitare insieme a Zwickau, da dove iniziarono le loro attività clandestine.

### Possibile coinvolgimento dei servizi segreti
Tra le accuse di negligenza e incapacità rivolte nei confronti della polizia, ai servizi segreti tedeschi (sparsi in ogni Stato tedesco e, a volte, in concorrenza tra loro) sono state avanzate ipotesi di depistaggio nelle indagini e, secondo alcuni, copertura e connivenza coi terroristi. Le accuse nascono dal fatto che i servizi segreti tedeschi sono molto immersi nel mondo neonazista tanto che nel 2003 non si poté procedere alla messa al bando per incostituzionalità del Partito Nazionaldemocratico di Germania per il fatto che fossero troppi gli agenti segreti infiltrati al suo interno e, un eventuale suo scioglimento, avrebbe reso nullo l'impiego di quegli uomini sul campo e più difficile seguire le mosse del più grande agglomerato partitico neonazista della Germania. Siccome, a fronte del massiccio dispiegamento di uomini per contrastare potenziali attacchi d'odio, le operazioni dei servizi segreti si sarebbero rivelate inefficaci, ciò ha fatto nascere dubbi sulla serietà delle agenzie di sicurezza e le loro possibili complicità.
A muovere contro una possibile connivenza fra agenti segreti e i terroristi del Nationalsozialistischer Untergrund, in particolare, un agente rimasto anonimo, con un passato nell'estrema destra e soprannominato "piccolo Adolf", sfiorato da indagini di possibili collusioni già nel passato, a causa della sua presenza sul luogo dell'ultimo onirico delitto del kebab, un internet café nelle cui vicinanze fu ucciso Halit Yosgat. Durante una perquisizione dell'alloggio dell'agente, avvenuta nel protocollo delle indagini degli inquirenti, furono rinvenuti materiali nazisti, tra i quali versetti del Mein Kampf. Comunque sia, l'agente fu toccato marginalmente e mai inquisito ufficialmente, dato che convinse gli investigatori sul vero motivo della sua presenza sul luogo del delitto.

## Le vittime
Oltre i tradizionali nove omicidi a sfondo razziale, si inserisce nella lista dei "delitti del kebab" anche l'omicidio dell'agente di polizia Michéle Kiesewetter, avvenuta nel 2007, un anno dopo l'ultimo assassinio di stampo razzista. All'agente fu rubata, dagli "assassini del kebab", la pistola d'ordinanza.
| Nome                  | Luogo             | Data             |
| --------------------- | ----------------- | ---------------- |
| Enver Şimşek          | Norimberga        | 9 settembre 2000 |
| Abdurrahim Özüdoğru   | Norimberga        | 13 giugno 2001   |
| Süleyman Taşköprü     | Amburgo           | 27 giugno 2001   |
| Habil Kılıç           | Monaco di Baviera | 29 agosto 2001   |
| Yunus Turgut          | Rostock           | 25 febbraio 2004 |
| İsmail Yaşar          | Norimberga        | 5 giugno 2005    |
| Theodoros Boulgarides | Monaco di Baviera | 15 giugno 2005   |
| Mehmet Kubaşık        | Dortmund          | 4 aprile 2006    |
| Halit Yosgat          | Kassel            | 6 aprile 2006    |
| Michéle Kiesewetter   | Heilbronn         | 25 aprile 2007   |